# Championnats d'Afrique de tennis de table 1996
Navigation
Championnats d'Afrique 1994 Championnats d'Afrique 1998
Les Championnats d'Afrique de tennis de table 1996 ont lieu du 1er au 8 décembre 1996 à Nairobi au Kenya,,,.

## Médaillés
| Épreuves | Or                                         | Argent                             | Bronze         |
| -------- | ------------------------------------------ | ---------------------------------- | -------------- |
| Hommes   |                                            |                                    |                |
| Simple   | Kazeem Nosiru (en)                         | Ashraf Sobhy                       |                |
| Simple   | Kazeem Nosiru (en)                         | Ashraf Sobhy                       |                |
| Double   | Sherif Diaa Ashraf Sobhy                   | Monday Merotohun (en) Rashid Razaq |                |
| Double   | Sherif Diaa Ashraf Sobhy                   | Monday Merotohun (en) Rashid Razaq |                |
| Équipe   | Égypte                                     | Maurice                            | Éthiopie       |
| Équipe   | Égypte                                     | Maurice                            | Algérie        |
| Femmes   |                                            |                                    |                |
| Simple   | Bimbo Owopetu                              | Nacera Bouaziz                     |                |
| Simple   | Bimbo Owopetu                              | Nacera Bouaziz                     |                |
| Double   | Shaimaa Abdul-Aziz (en) Bacent Othman (en) | Erin Mikun Atisi Owoh (en)         |                |
| Double   | Shaimaa Abdul-Aziz (en) Bacent Othman (en) | Erin Mikun Atisi Owoh (en)         |                |
| Équipe   | Égypte                                     | Éthiopie                           | Afrique du Sud |
| Équipe   | Égypte                                     | Éthiopie                           | Algérie        |
| Mixte    |                                            |                                    |                |
| Double   | Ufo Obiomo Atisi Owoh (en)                 | Bimbo Owopetu Sule Olaleye (pl)    |                |
| Double   | Ufo Obiomo Atisi Owoh (en)                 | Bimbo Owopetu Sule Olaleye (pl)    |                |